# (11496) Grass
(11496) Grass est un astéroïde de la ceinture principale.

## Description
(11496) Grass est un astéroïde de la ceinture principale. Il fut découvert le 10 janvier 1989 à Tautenburg par Freimut Börngen. Il présente une orbite caractérisée par un demi-grand axe de 2,61 UA, une excentricité de 0,14 et une inclinaison de 12,7° par rapport à l'écliptique.

## Compléments